# José Ombuena i Asensi
José Ombuena i Asensi (Xèrica, 1852 - València) va ser un periodista i militar carlí que va participar en la tercera guerra carlina. Va destacar pel seu valor en combat, obtenint el grau de tinent i diverses condecoracions. Després de la guerra, va residir a França abans de tornar a Espanya i casar-se amb Angeles Thous Caspe, filla de Gaspar Thous Orts

## Biografia
L'any 1872 va sortir Ombuena, acompanyat del seu pare D. Faustino, un veterà  de la guerra dels Set Anys, i es va unir a l'exèrcit de Catalunya, on va servir fins que va obtenir per mèrits de guerra l'ocupació de tinent, guanyat en l'acció de Balaguer.
De Catalunya va passar al Centre, i com a premi als seus serveis, va ser nomenat cap d'EM del general Palacios. Va complir com a bo en quantes accions va prendre part, distingint-se sempre pel seu valor i per la seva subordinació. En acabar la guerra va entrar a França de Comandant, ostentant a més diverses creus i medalles, entre les quals recordem la de Berga i la creu d'Alpens. L'any 1883 va tornar a Espanya i  va contraure matrimoni amb Angela Thous Caspe, filla de Gaspar Thous Orts. Varen establir-se a Tarragona on va néixer el seu fill Francesc Ombuena Thous (escriptor valencià). En traslladar-se a València va ocupar el càrrec de director al setmanari " El Palleter". L'any 1888 va ser condemnat a presó per injúries al govern.